# Cheiracanthium exilipes
Cheiracanthium exilipes là một loài nhện trong họ Miturgidae.
Loài này thuộc chi Cheiracanthium. Cheiracanthium exilipes được Hippolyte Lucas miêu tả năm 1846.